# やしま (巡視船・初代)
「やしま」（Yashima）は、海上保安庁のヘリコプター2機搭載型巡視船。みずほ型巡視船の2番船にあたり、PLH-22の記号・番号を付されている。

## 船歴
1988年12月1日に竣工し、横浜海上保安部（第三管区）に配属された。
竣工翌年の1989年9月2日から11月11日にかけて、海上保安庁の巡視船として初の世界一周航海を行った。これはロンドンで催行される国際海事機関（IMO）創設30周年記念行事に参加するためのもので、往路でパナマ運河、復路でスエズ運河を経由する東回り世界一周航路を航海した。イギリスでは、沿岸警備隊や王立救命艇協会との合同訓練を行ったが、これは英国放送協会（BBC）によって全英にテレビ放送された。その後、テムズ川を遡行して記念艦「ベルファスト」に横づけ繋留したが、行事の会期中には、テムズ川上での日英合同パレードに同船搭載の警備救難艇とヘリコプターが参加したほか、一般公開にも多くの市民が訪れた。
帰国後も長らく横浜海上保安部最大の巡視船として運用されたが、「あきつしま」の就役に伴い、2013年10月11日には福岡（第七管区）に配属替えとなった。
令和4年度予算において延命工事の調査を行った結果、予想以上に老朽化が進んでいることが判明し、令和5年度補正予算において代船の建造が決定されている。

## 搭載機の変遷
| 機種     | 機番  | 愛称           | 配属期間                     | 備考                         |
| -------- | ----- | -------------- | ---------------------------- | ---------------------------- |
| ベル 212 | MH684 | シーダック１号 | 1989年3月23日～2009年2月9日  | 本船への搭載終了とともに解役 |
| ベル 212 | MH560 | シーダック１号 | 2009年2月9日～2013年5月1日   | 本船への搭載終了とともに解役 |
| ベル 212 | MH565 | シーダック１号 | 2013年3月26日～2014年4月11日 | 本船への搭載終了とともに解役 |
| ベル 212 | MH931 | シーダック２号 | 1989年3月24日～2014年4月9日  | 本船への搭載終了とともに解役 |
| ベル 412 | MH795 | はなみどり１号 | 2014年2月24日～              |                              |
| ベル 412 | MH908 | はなみどり２号 | 2014年3月12日～              |                              |